# Roberto Etchepareborda

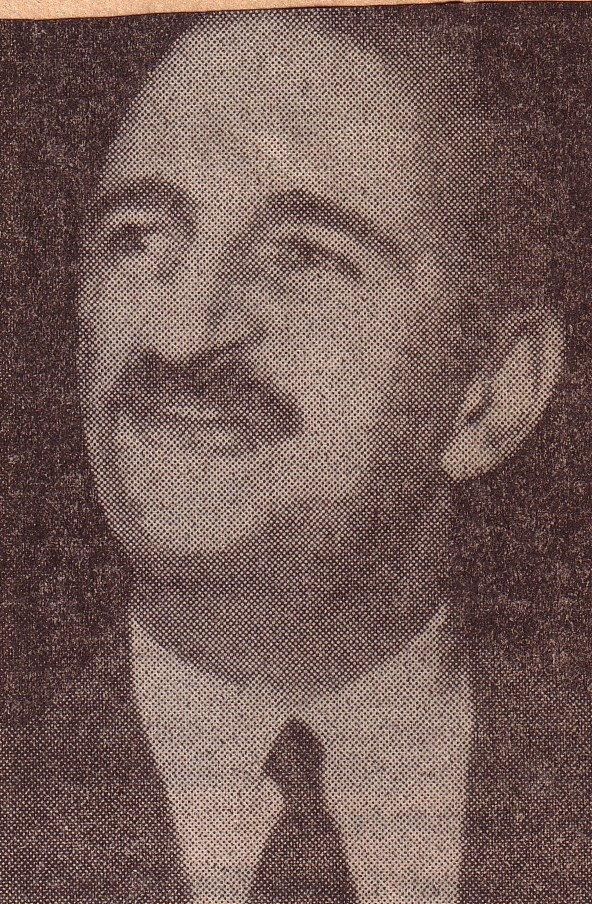
Roberto Etchepareborda

Roberto Etchepareborda (* 19. Dezember 1923 in Mailand; † 10. April 1985 in Falls Church) war ein argentinischer Außenminister und Botschafter.

## Leben
Roberto Etchepareborda war der Sohn eines argentinischen Diplomaten, der in Mailand stationiert war.
Etchepareborda studierte in Europa und Argentinien. Er leitete ab November 1955 bis 1957 das erste Mal das Archivo General de la Nación. Dieses befand sich von 1940 bis 1995 in einem Gebäude in der Avenida Leandro N. Alem 246, das vor dem Ersten Weltkrieg für die Deutsche Bank errichtet worden war.
Er war Prominenter in der Unión Cívica Radical. Von 1958 bis 1962 war er Stadtrat von Buenos Aires, wo er vom 1. bis 13. Mai 1958 Bürgermeister war. Am 26. März 1962 berief in Arturo Frondizi in sein Regierungskabinett als Außenminister. Dieses Amt übte er bis zum Militärputsch am 5. April 1962 aus.
Er starb auf einem Wegeunfall zur American University, wo er lehrte, an einem Herzinfarkt.

## Veröffentlichungen
- Actividades del Archivo General de la Nación Argentina, en Boletín del Comité de Archivos (La Habana), I, núm. 2 (abril de 1958), pp. 7–16 (Publicación de la Comisión de Historia del Instituto Panamericano)
- Historia de las relaciones internacionales argentinas. Buenos Aires, Ed. Pleamar, 1978.
- Historiografía militar argentina, 1984, 205 S